# Hardegsen
Hardegsen è una città di 8.293 abitanti della Bassa Sassonia, in Germania.

Appartiene al circondario (Landkreis) di Northeim (targa NOM).

## Monumenti e luoghi d'interesse
- Castello di Hardegsen